# El Chergui ou le Silence violent
Pour plus de détails, voir Fiche technique et Distribution.
El Chergui ou le Silence violent (El Chergui) est un film marocain réalisé par Moumen Smihi et sorti en 1975.

## Synopsis
Tanger, ville internationale, dans les derniers instants du protectorat marocain : Aïcha, jeune femme mariée et mère d'un garçon, vit prostrée et silencieuse. Le projet de secondes noces de son époux, homme dévot et traditionnel, lui est insupportable. Afin de conjurer le sort, elle recourt à des pratiques magiques. Mais, elle ôte aussi son voile en guise de protestation. Alors que le pays, en liesse, accède à l'indépendance, Aïcha s'enfonce, quant à elle, dans la dépression...

## Fiche technique
- Titre : El Chergui ou le Silence violent
- Titre original : El Chergui
- Titre alternatif : Chaquiaw al-çoumt al-'anif
- Réalisation et scénario : Moumen Smihi
- Photographie : Mohammed Sekkat - Noir et blanc, 35 mm
- Montage : Claude Farory
- Production : Imago Film International
- Pays d'origine :  Maroc
- Langue originale : Arabe
- Durée : 90 minutes
- Année de sortie : 1975

## Distribution
- Ahmed Boda
- Aïcha Chaïri
- Abdelkader Moutaa
- Leila Shenna
- Khadija Moujahid

## Accueil critique
Denise Brahimi, maître de conférences spécialiste de la culture du Maghreb, fait une critique du film dans son livre 50 ans de cinéma maghrébin en 2009. « Peut-être faut-il souligner, au préalable, ce qui distingue le premier cinéma marocain du cinéma algérien : silence chez l'un et cri chez l'autre pour exprimer de façon contrastée douleur et indignation. La révolte d'Aïcha est le contraire d'un cri », écrit-elle, « c'est-à-dire qu'il est un cri intériorisé, au lieu d'exploser comme celui de Rachida l'Algérienne montrée par Yamina Bachir-Chouikh. ». « Pour une fois, le titre en français, qui n'est pas une traduction du titre original, n'en est pas moins excellent. Silence parce que le film est à peu près un film muet [...] tant il est vrai que son héroïne Aïcha, [...], est de celles dont le drame vient de ce qu'elles n'arrivent pas à s'exprimer. Sa mort par noyade, à la fin du film, est en effet une mort par étouffement. [...] Pour suivre les prescriptions maraboutiques qui sont censées lui ramener son mari et l'empêcher de se marier, elle va se tremper sept fois dans la mer en invoquant le saint local, Sidi Hazem. [...] mais avant que les sept immersions ne soient accomplies, Aïcha lâche prise », note Denise Brahimi. Toutefois, avant même cette conclusion tragique, symbole également de ce qu'est la femme au Maghreb, « une victime expiatoire aux dépens de laquelle s'est faite l'indépendance, le film nous montre une longue agonie provoquée par le refoulement dans la gorge de paroles que la victime ne parvient pas à expulser d'elle-même pour se libérer. Le silence fait aussi partie de la beauté du film, au sens où c'est un silence qu'on entend, et qui développe ses ondes à l'intérieur de chaque spectateur » rendant, par là-même, l'expérience d'El Chergui bouleversante.